# إدوارد كينغ كوكس
إدوارد كينغ كوكس (بالإنجليزية: Edward King Cox)‏ هو فلاح وسياسي أسترالي، ولد في 28 يونيو 1829، وتوفي في 25 يوليو 1883. انتخب عضو المجلس التشريعي نيو ساوث ويلز.